# Rabbits
Rabbits es una película de 2002 compuesta por una miniserie de 9 capítulos, escritos y dirigidos por David Lynch. Sin embargo, Lynch se refiere a ella como un sitcom de nueve episodios. En este se muestra a tres conejos humanoides representados por Scott Coffey, Laura Elena Harring y Naomi Watts (en el episodio 3 Rebekah Del Río reemplaza a Laura Elena Harring) en un cuarto. Sus conversaciones inconexas son interrumpidas por risas constantes. Rabbits es presentado con el lema "In a nameless city deluged by a continuous rain... three rabbits live with a fearful mystery" (En una ciudad sin nombre, inundada por una lluvia continua... Tres conejos viven con un aterrador misterio). Como en la mayoría de las direcciones de David Lynch, la puntuación (agregación de efectos sonoros), en su mayoría compuesto por ruidos extraños y la lluvia, fue compuesta por Angelo Badalamenti.
Originalmente, Rabbits, consistió en una serie de 8 episodios cortos mostrados exclusivamente en DavidLynch.com, los cuales ya no se encuentran disponibles allí. Ahora, se encuentra disponible en DVD en la colección "Lime Green Set" de películas de Lynch, en una reedición de la versión del capítulo cuatro. Adicionalmente, el escenario y algunas de las imágenes de los conejos son reutilizadas en Inland Empire de Lynch, una acción que lleva a algunos de los fanes de Lynch a creer que todo su catálogo comprende una única historia inconexa.

## Sinopsis
Rabbits toma lugar en su totalidad en tan sólo un box set representando la sala de una casa. Dentro del set se incluyen tres conejos humanoides, quienes entran, salen y conversan entre ellos. Uno de ellos, Jack, es macho y usa un traje elegante. Los otros dos personajes, Suzie y Jane, son hembras, una de ellas usa un vestido, la otra viste una bata de baño. La audiencia mira la escena en lo que se podría pensar un set de televisión. En cada episodio, los conejos conversan en un aparente non sequitur. Las líneas denotan misterio, e incluyen frases como "Were you blonde?" (¿Eras rubia?), "Something's wrong" (Algo está mal), "I wonder who I will be" (Me pregunto quién seré), "I only wish they would go somewhere" (Sólo deseo que ellos fueran a algún lugar), "It had something to do with the telling of time" (Aquello tenía algo que ver con la narración del tiempo), y "no one must find out about this" (Nadie se debe enterar de esto). Las desordenadas pero aparentemente relacionadas líneas que los conejos hablan sugieren que el diálogo puede hacer parte de conversaciones sensibles, pero interpretaciones concretas son incorrectas.
Algunas de las líneas de los conejos son acentuadas aleatoriamente con un laughtrack (risas pregrabadas), como si fuese filmado antes de una actuación en vivo. Adicionalmente, cuando un conejo entra al set, la audiencia invisible emite bastante sonido de festejo y aplaude durante un periodo bastante largo, muy parecido a un sitcom o una grabación en vivo. Los conejos, sin embargo, permanecen serios durante toda la película.
En algunos episodios, eventos misteriosos toman lugar, incluyendo la aparición de un hoyo en llamas en la pared y la intrusión repentina de una extraña y demoníaca voz. Tres de los episodios incluyen un solo de uno de los conejos, el cual recita poesía extraña.
Un elemento concurrente es la existencia de un hombre de abrigo verde. Él, incluso en un punto, llama a los conejos, y más tarde, en el clímax de la película, se oye que tocan la puerta. Cuando la puerta es abierta, se oye un grito fuerte y la imagen se distorsiona. Después de que la puerta se cierre, Jack dice "It was the man in the green coat" (Era el hombre del abrigo verde). La película concluye con los conejos arrunchados juntos en el sofá y con Jane diciendo "I wonder who I will be"(Me pregunto quién seré) sugiriendo reencarnación.
Algunos fanes han especulado que la película trata sobre la llegada al purgatorio de las almas que han pecado, y que están esperando para reencarnar. Otra explicación es que la idea de la película es simplemente mostrar como los conejos mascota se sienten. La extraña naturaleza del libreto y de las acciones son tal vez lo que los conejos piensan de la interacción de los humanos. También se ha sugerido que el tema principal de la película es el tiempo, y que la grabación de la risa se activa cuando los conejos se refieren al tiempo, porque el tiempo en teoría no existe en su mundo.

## Producción
Lynch filmó Rabbits en un set construido en el jardín de su casa en Hollywood Hills. La grabación se hizo durante la noche para poder controlar la iluminación. Lynch dijo que grabar a Watts, Harring y Coffey con el set iluminado por enormes luces era "una cosa hermosa". Sin embargo, el proceso generó bastante sonido que se extendió a las colinas y molestó a los vecinos de Lynch. El uso exclusivo de la iluminación para crear sombras y establecer una atmósfera incómoda ha sido elogiado por la crítica pues muestra a la sociedad norteamericana y la vacuidad de su cultura.

## Influencias
Dave Kehr escribió en The New York Times que fue Alain Resnais, quién primero puso cabezas de roedores gigantes en sus actores en su película en 1980 Mon oncle d'Amérique.
"A puerta cerrada" es una obra de teatro existencialista creada por el filósofo Jean-Paul Sartre en 1944 y se ha asociado a este filme de Lynch por la escenografía y el hecho de ser tres personajes que abordan el pasado.

## Uso enInland Empire
Lynch usó algo del montaje de Rabbits así como algunas escenas inéditas mostrando conejos en su película Inland Empire. Lynch también usó el set de Rabbits para tomar algunas escenas en las que se filman a personajes humanos. En esa película, extractos de Rabbits aparecen pero los conejos están asociados con tres personajes pólacos que viven en una casa en el bosque.

## Lanzamiento del DVD
La mayor parte de Rabbits puede ser encontrada en el "Mystery DVD", en el disco 10 The Lime Green Set lanzado por Absurda en el año 2008. Éste DVD muestra siete de los ocho episodios, los cuales, en su mayoría, han sido editados juntos. El "Episode 1" en el DVD contiene el "Episode 1", el "Episode 2" y el "Episode 4" de la página web. El "Episode 2" en el DVD contiene el "Episode 6" y el "Episode 8" de la página web. "Scott" y "Naomi" son los mismos que en el "Episode 5" y el "Episode 7," respectivamente. El "Episode 3" de la página web no aparece en el disco. Presumiendo que este episodio haya sido retitulado "Rebekah," ya que sólo hay un actor, como con "Scott" y "Naomi." El DVD tiene una duración de 43 minutos en vez de los 50 minutos de la versión original. Los otros siete minutos constan del título y las secuencias de créditos para cada episodio individual que fue editado para poderlos unir como una película.

## Uso en investigación psicológica
Rabbits fue usada como un estímulo en un experimento psicológico con respecto a los efectos del acetaminofén en la crisis existencial. La investigación, titulada como "The Common Pain of Surrealism and Death" (El dolor común del surrealismo y la muerte), sugirió que el acetaminofén actuaba como un supresor de los efectos del surrealismo.

## Reparto
- Scott Coffey - Jack
- Rebekah Del Río - Jane (cuando canta)
- Laura Harring - Jane (como Laura Elena Harring)
- Naomi Watts - Suzie